# Rádio Zero
A Rádio Zero (também abreviada como Zero) era uma rádio online sem fins lucrativos e de cariz originalmente universitário.   Assumia como missão ser um meio de acesso à realização de rádio à comunidade em geral. A sua programação era essencialmente composta por programas de autor, que iam desde os convencionais programas musicais e informativos até aos mais experimentais e voltados para a rádio arte.
A Zero emitia online 24 horas por dia e 7 dias por semana. 
A Rádio Zero foi membro fundador da Radia, rede internacional de rádios.

## Manifesto Zero
A Zero regia-se pelo seguinte manifesto:
A rádio é um meio criativo que fomenta o experimentalismo e o desenvolvimento de obras de arte em formato sonoro.
A rádio intervém na sociedade através de conteúdo de cariz comunitário e da promoção de actividades culturais.
A rádio assume-se como um meio de acesso do indivíduo à radiodifusão. Sendo apologista da liberdade e criatividade, a rádio dá preferência total ao formato de autor.

## História

### Secção sonora (anos 50)
Nos anos 50 existia uma secção dedicada à música clássica com emissão por colunas no edifício da AEIST. No seu discurso na Sessão Solene de celebração do centenário da AEIST, Mário Lino, Ministro das Obras Públicas, Transportes e Comunicações no XVII Governo Constitucional, afirmou ter desenvolvido actividades nesta secção durante os seus tempos de estudante no IST.

### Rádio Universidade Tejo (1986-1988)
A Rádio Universidade Tejo (RUT) foi uma rádio pirata, iniciada em 1986, que emitia a partir do edifício da Associação dos Estudantes do Instituto Superior Técnico. A sua frequência era 99.5 MHz, quando iniciou as emissões, passando posteriormente para 100.7 MHz. As emissões cessaram em 1988.

### RIIST (1995-2000)
Em 1995 ressurgiu um grupo de rádio na Associação dos Estudantes do IST com o nome de Rádio Interna do IST (RIIST), emitindo apenas em altifalantes instalados em certas partes do campus. No ano lectivo 1999 / 2000 passou a ter também uma emissão na internet. Este núcleo desapareceu em 2000.

### RIIST (2004-2006)
Em Maio de 2002, um grupo de alunos do IST, composto por Alexandre Rio, André Duarte, André Santos, Bartolomeu Bernardes, Bernardo Mendes, David Santos, Edgar Lopes, Joana Batista, João Aguiar, João Pina, Ricardo Ramires, Ricardo Ressurreição e Tiago Carvalho, decidiu reactivar a extinta RIIST. Alguns deles foram candidatos pela Lista X à direcção da AEIST para o pelouro recreativo e cultural, e outros eram apoiantes não oficiais da Lista A. Apesar de a Lista X não ter sido eleita, decidiram, em Setembro desse ano, começar todos em conjunto, os procedimentos para reabrir a RIIST.
Em 2003 vários alunos recuperaram o núcleo de rádio. As emissões recomeçaram no dia 26 de Abril de 2004, online e num sistema interno de colunas do campus da Alameda do Instituto Superior Técnico. Em 2005, durante o Transmediale, em Berlim, a RIIST co-funda e apresenta, com outras nove rádios (ResonanceFM, Reino Unido; Bootlab, Alemanha; Tilos Radio, Hungria; Radio Campus, Bélgica; Kunstradio, Áustria; Orange, Áustria; Radio Cult, Bulgária; Kanal103, Macedónia; Oxygen, Albânia), a rede de rádios Radia.

### Rádio Zero (2006-2022)
Por decisão dos seus colaboradores mudou de nome a 6 de Março de 2006 para Rádio Zero. Em 2022 emitiu pela última vez.

## Marcos históricos da Rádio Zero
- 2006 - Realização da primeira edição do Festival Internacional de Arte Rádio, RadiaLx
- 2008 - Realização da segunda edição do RadiaLx[16][17]
- 2009 - 14 a 17 de Outubro, realização da Radio Futura para o Festival Future Places, transmitindo interruptamente em 91.5 MHz, na cidade do Porto[18] com uma potência autorizada de 5 W.
- 2009 - Lançamento do Zero Labs, um grupo de desenvolvimento de tecnologias rádio e para rádio [19]
- 2010 - Realiza a terceira edição do RadiaLx (1, 2 e 3 de Julho), propósito da mantém uma emissão FM em 99.0 MHz na cidade de Lisboa entre 27 de Junho e 4 de Julho[20][21] com uma potência autorizada de 5 W e transmissor instalado na Torre Norte do IST
- 2010 - Realiza a Radio Futura para o Festival Future Places no Porto, transmitindo durante 5 dias em 91.5 MHz com uma potência de 30 Watt a partir do centro cultural Maus Hábitos.
- 2011 - Realiza a Radio Real, uma residência a convite do GHOST, pertencente ao Atelier Real, durante uma semana no Bairro Santa Catarina. Emite com uma potência de 30 Watt na frequência 88.4 MHz.
- 2011 - Faz aconselhamento técnico e editorial à Rádio Manobras, uma rádio temporária em FM na cidade do Porto com duração de um ano e que emite em 91.5 MHz.
- 2011 - Realiza a Radio Futura para o Festival Future Places no Porto, transmitindo durante 5 dias em 91.5 MHz com uma potência de 50 Watt a partir do centro cultural Maus Hábitos.
- 2012 - Realiza a quarta edição do Festival RadiaLx em Lisboa, com a frequência temporária de 88.4 MHz.

## Estrutura

### Membros e Colaboradores
O membro é o elemento base da Rádio Zero. É membro todo e qualquer indivíduo que desenvolva uma actividade dentro da Zero. Qualquer membro pode requerer a sua passagem a colaborador tendo, para isso, de submeter o seu pedido à apreciação da Administração.
O colaborador tem poder de decisão através do seu voto em Reunião Geral de Colaboradores. Faz parte da equipa de um dos departamentos da rádio, excepto se pertencer à Administração.

### Reunião Geral de Colaboradores
A Reunião Geral de Colaboradores (abreviadamente RGC) é o órgão legislativo da Zero e é constituida por todos os colaboradores. É na RGC que são discutidos e votados os assuntos mais importantes dentro da rádio e eleita a Administração.

### Administração
A Administração é o órgão executivo da Zero e aplica as decisões tomadas na RGC. É constituída por 3 colaboradores, eleitos em lista, com os cargos de Presidente, Secretário e Tesoureiro. O seu mandato tem a duração de um ano.
É competência da Administração nomear os directores dos departamentos da Rádio Zero. Nenhum dos 3 colaboradores deste órgão pode acumular o seu cargo com o de director de um departamento.

### Departamentos
Existem 3 departamentos na Rádio Zero: Comunicação e Marketing, Programação e ainda Técnico e Logístico.

## Trabalhos científicos
A Rádio Zero já foi caso de estudo no desenvolvimento dos seguintes trabalhos científicos:
- COSTA, Daniel, Radia Store - Armazenamento e Preservação de Programas de Rádio (dissertação para obtenção do Grau de Mestre em Engenharia Informática e de Computadores), Instituto Superior Técnico, Lisboa, Setembro de 2008[22]
- ZACARIAS, Daniel, Radia Source - Sistema de Informação para Gestão de Processos de uma Estação de Rádio (dissertação para obtenção do Grau de Mestre em Engenharia Informática e de Computadores), Instituto Superior Técnico, Lisboa, Setembro de 2008[23]